# In-the-wild
Der Ausdruck In the wild (englisch für „in freier Wildbahn“, im Gegensatz zu abgeschlossenen Umgebungen wie Zoo oder Labor) ist ein Terminus technicus der Elektronischen Datenverarbeitung (EDV). 
Er wird im Zusammenhang mit Computerviren bzw. -würmern als Analogie verwendet, um Viren bzw. Würmer zu bezeichnen, die tatsächlich im Internet oder anderen Medien kursieren. Im Gegensatz dazu sind zahlreiche Varianten von Viren und Würmern sowie Proof-of-Concept-Viren bzw. -würmer nur in den (geschützten) Labors von Antivirenprogramm-Herstellern vorhanden und bilden so keine unmittelbare Gefahr für den Benutzer.
Gemäß der Definition von Paul Ducklin muss sich ein Virus „bei alltäglichen Operationen zwischen Computern argloser Nutzer verbreiten“, um als in the wild zu gelten.